# Тихонов, Виктор Васильевич (самбист)
Виктор Васильевич Тихонов (род. 1960) — советский и киргизский самбист, победитель и призёр первенство России среди юношей и юниоров, победитель (1983) и бронзовый призёр (1985, 1988, 1989) розыгрышей Кубка России, серебряный (1989) и бронзовый (1986, 1987) призёр чемпионатов СССР, серебряный (1993) и бронзовый (1992, 1994) призёр чемпионатов мира. Мастер спорта СССР международного класса. Выступал в легчайшей весовой категории (до 52 кг).
Был тренером в Федерации самбо Кыргызстана. В Бишкеке проводится открытый мемориал по самбо среди юношей памяти Тихонова.

## Спортивные результаты
- Самбо на летней Спартакиаде народов СССР 1983 года — ;
- Кубок СССР по самбо 1983 года — ;
- Кубок СССР по самбо 1985 года — ;
- Чемпионат СССР по самбо 1986 года — ;
- Чемпионат СССР по самбо 1987 года — ;
- Кубок СССР по самбо 1988 года — ;
- Кубок СССР по самбо 1989 года — ;
- Чемпионат СССР по самбо 1989 года — ;